# Vrouwenheide

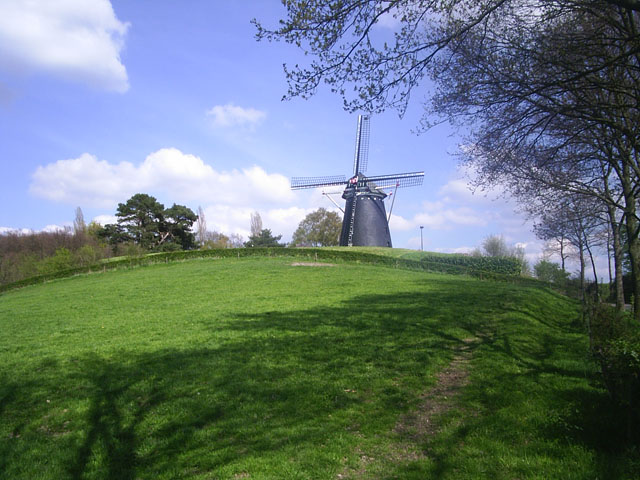
Die höchstgelegene Windmühle der Niederlande

Die Vrouwenheide ist ein Berg in den Niederlanden. Er befindet sich in der Gemeinde Voerendaal nahe dem Dorf Ubachsberg.
Auf ihm befinden sich die Bernardushoeve und die mit 216 m NAP (Amsterdamer Pegel) höchstgelegene Windmühle der Niederlande (erbaut 1857). Diese brannte 1945 aus und wurde 1980 restauriert. Sie ist momentan bewohnt und trägt den Namen Op de Vrouweheide. Lange Zeit galt die Vrouwenheide als der höchstgelegene Punkt der Niederlande; dies ist aber tatsächlich der Vaalserberg.